# Militärhubschrauber
Militärhubschrauber sind Hubschrauber, die in der militärischen Luftfahrt eingesetzt werden. Sie unterscheiden sich durch die Ausstattung oder auch durch die spezielle Konstruktion von zivilen Modellen, verfügen häufig über Bordwaffen, Panzerung und spezielle Avionik. Sie können in allen Teilstreitkräften Verwendung finden, in einigen Streitkräften auch bei der Marineinfanterie.

## Militärische Baumuster
- Kampfhubschrauber sind für den Bodenkampf konzipiert, so zur Infanterieunterstützung, Panzerabwehr oder Artilleriebeobachtung. Einzelne Modelle, z. B. der deutsch-französische Eurocopter Tiger, tragen u. U. auch Luft-Luft-Raketen für den Luftkampf.
- Transporthubschrauber sind sowohl für den Lasten- als auch für den Truppentransport geeignet.
- Mehrzweckhubschrauber sind zum Truppentransport geeignet, durch Außenlasten aber auch für die bewaffnete Infanterieunterstützung nutzbar. Weitere Einsatzgebiete sind die elektronische Kriegführung durch Störung von feindlichen Funksignalen oder VIP-Transporte.
- Unterstützungshubschrauber – eine vor allem in Deutschland gebräuchliche Bezeichnung, z. B. wird der Tiger als Unterstützungshubschrauber Tiger (UHT) bezeichnet.
- Sanitätshubschrauber und SAR-Dienst (Suche und Rettung)
- Aufklärungshubschrauber

Aktuell weltweit verwendete Baumuster sind:

### Kampfhubschrauber
- Bell AH-1 Cobra/Supercobra
- Hughes AH-64 Apache
- Eurocopter Tiger
- Mil Mi-24
- Mil Mi-28

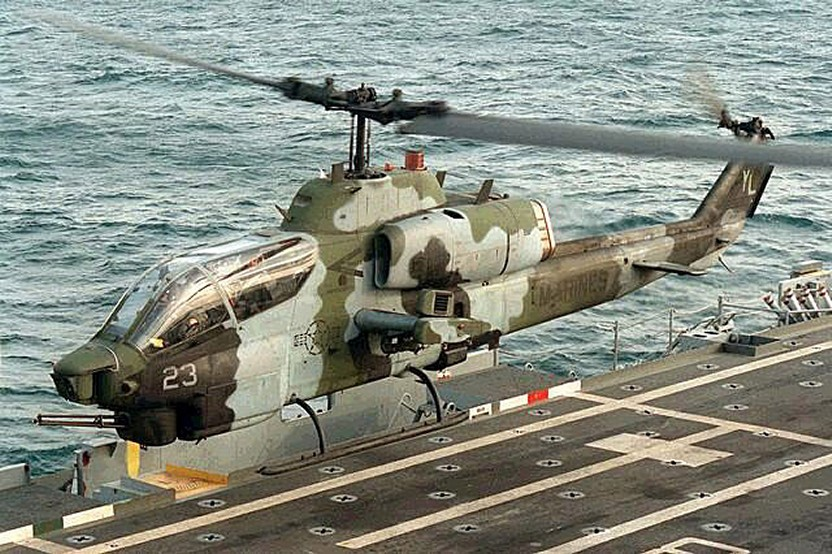
US-Kampfhubschrauber AH-1W Super Cobra
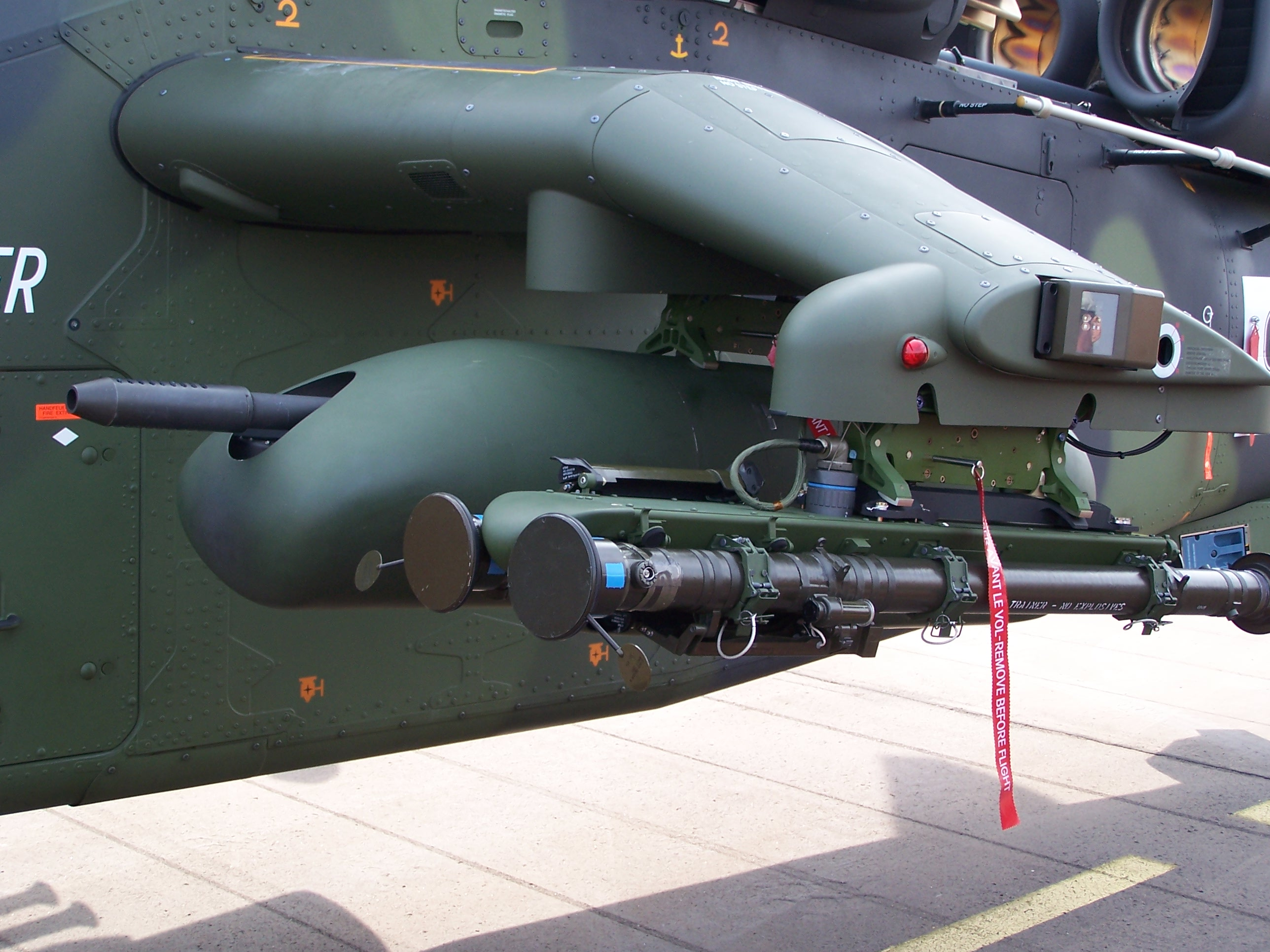
Waffenträger am Eurocopter Tiger (Heeresflieger)
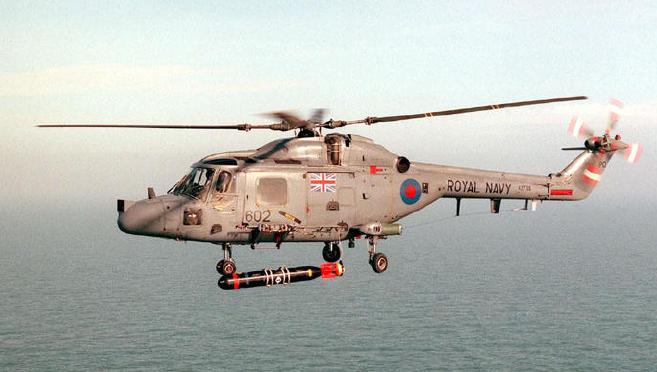
Marinehubschrauber mit Torpedo
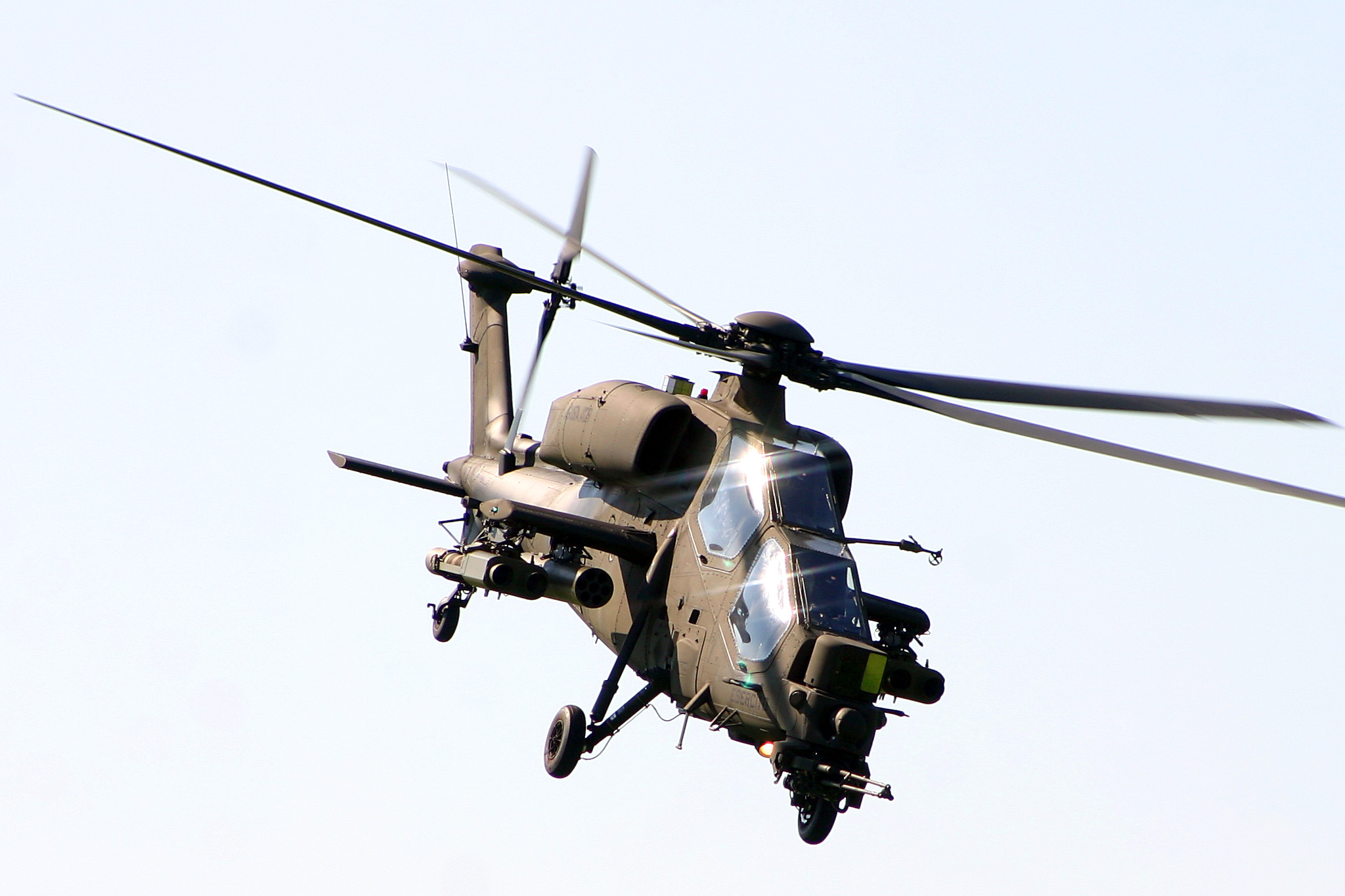
Agusta A129 Mangusta
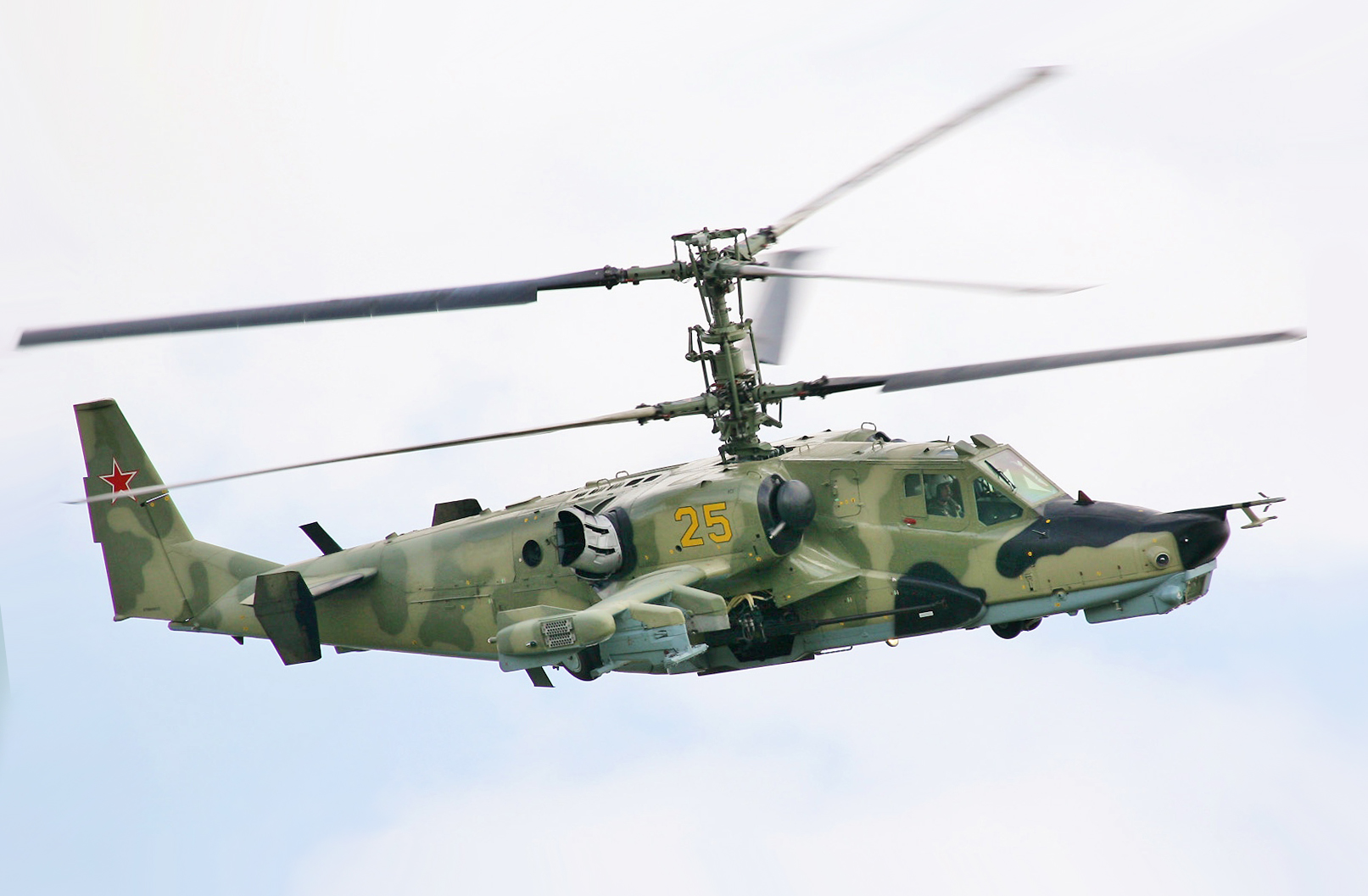
Russischer Kamow Ka-50

### Transporthubschrauber
- Boeing-Vertol CH-46 Sea Knight (Tandemkonfiguration)
- Aérospatiale AS 332 Super Puma

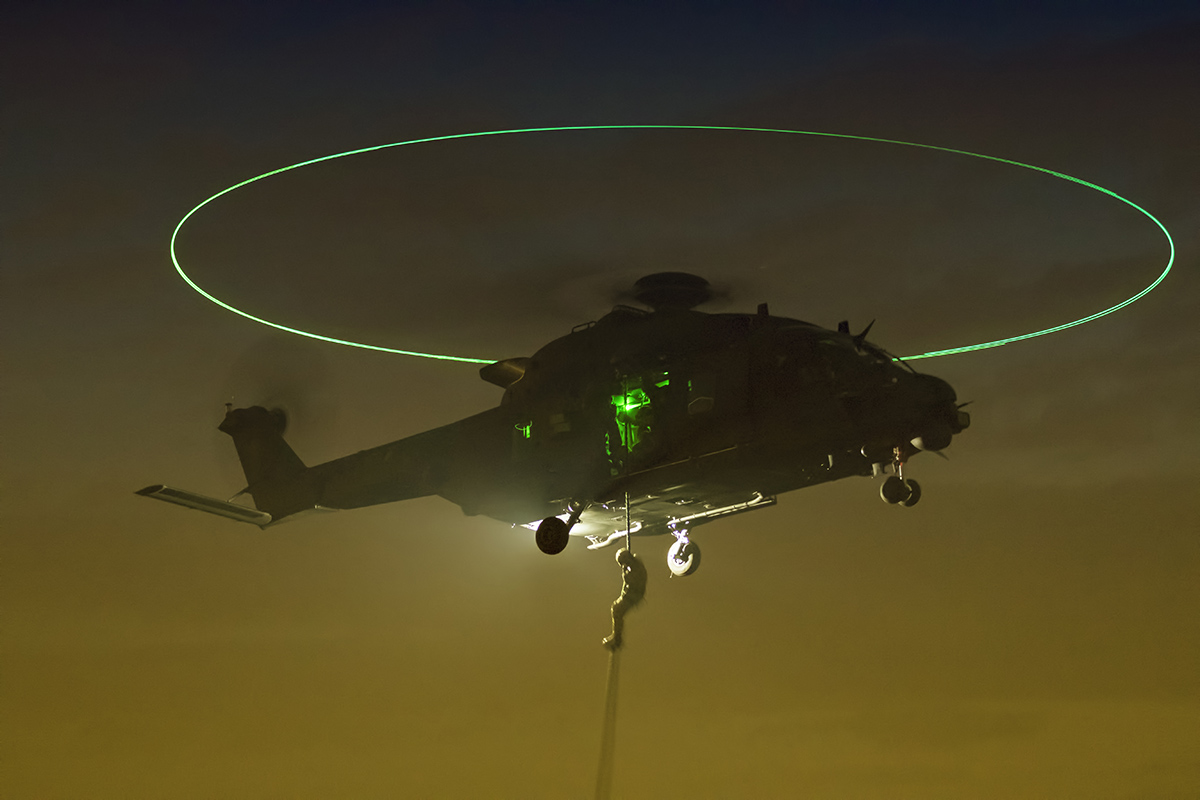
NH90
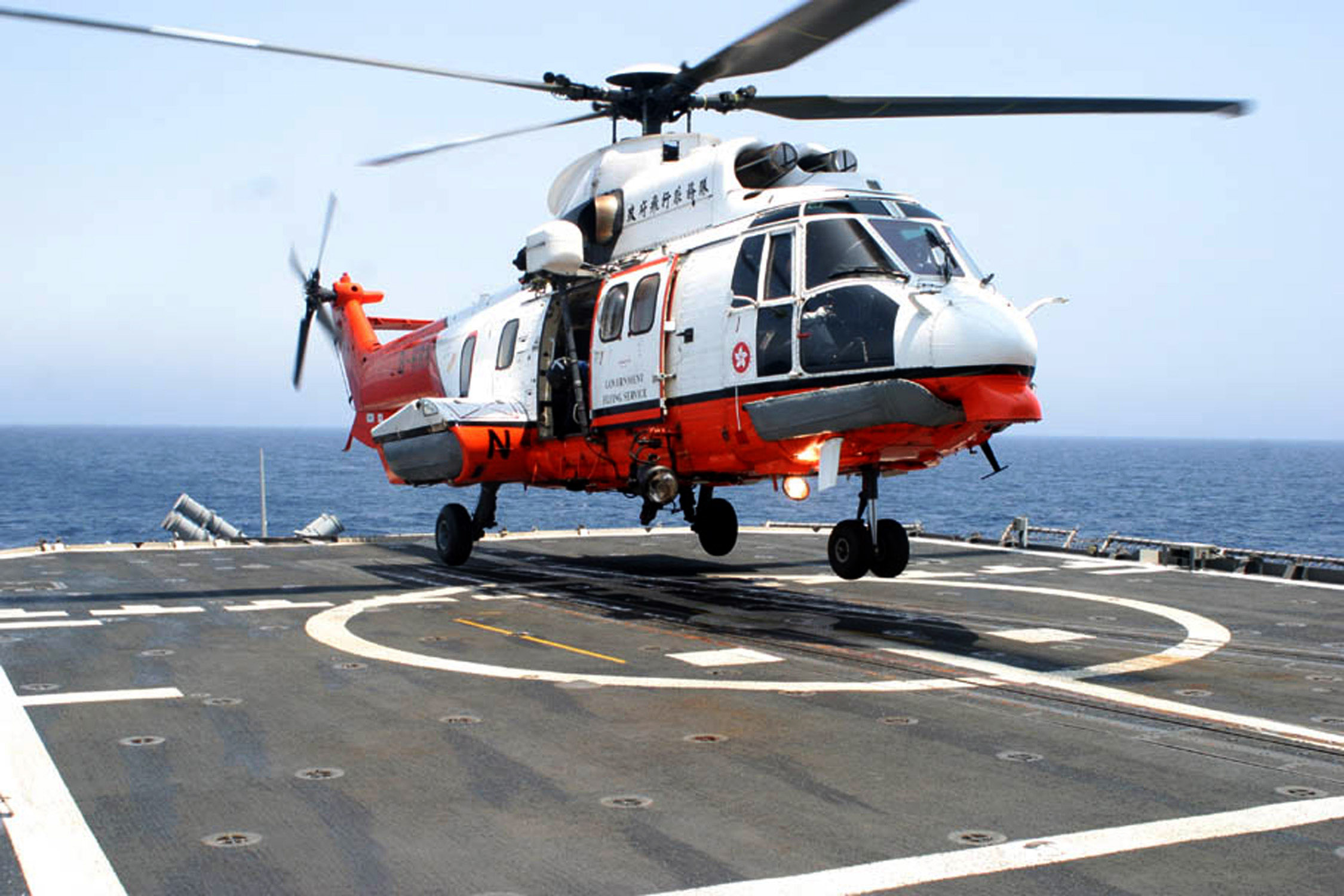
AS 332 Super Puma
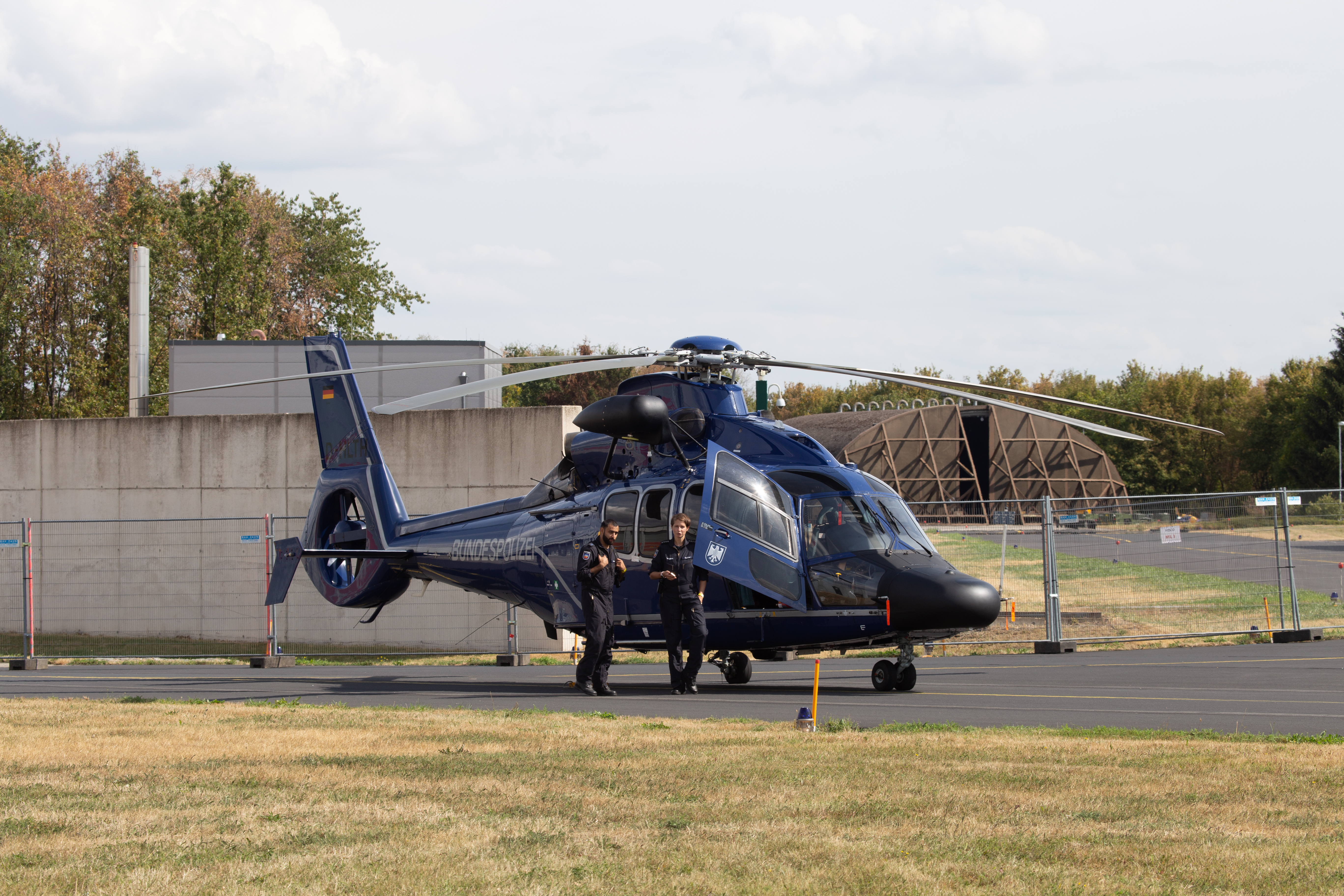
Airbus H155
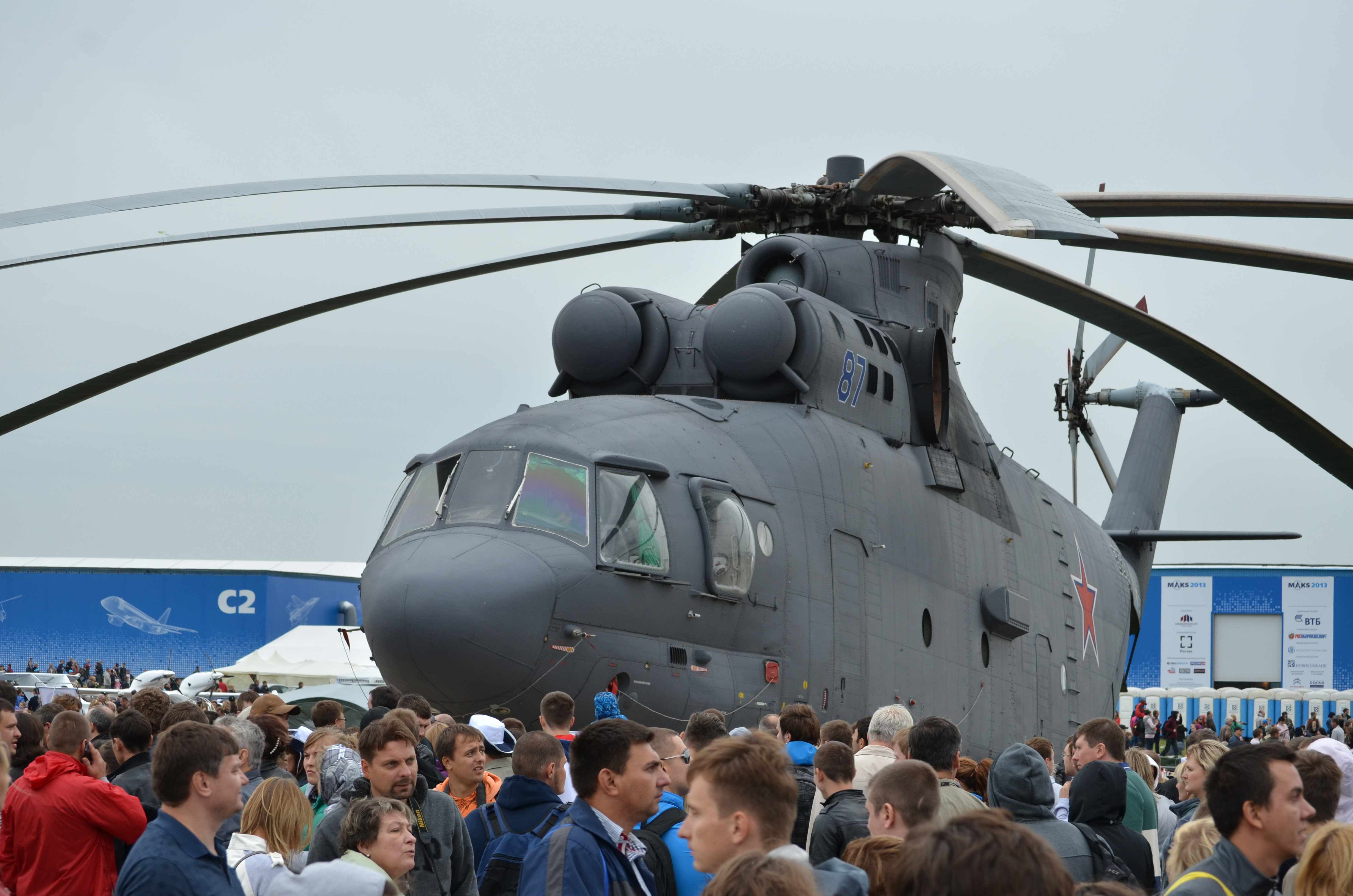
Mil Mi-26
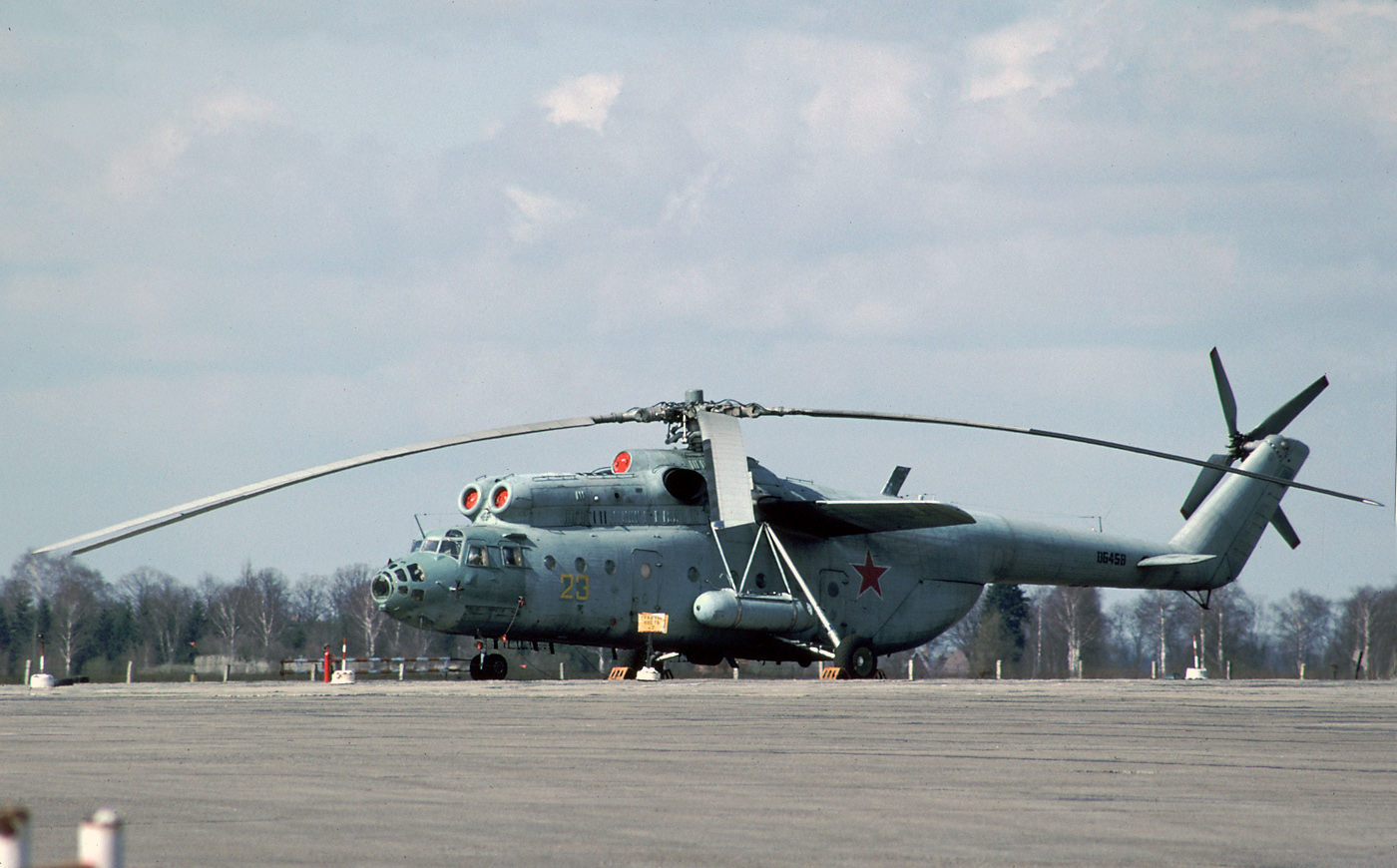
Mil Mi-6 (Mi-6BUS-Variante)

### Mehrzweckhubschrauber
- Aérospatiale SA 341/342 Gazelle
- Bell OH-58 Kiowa
- Bell UH-1 Iroquois („Huey“)
- Sikorsky S-61/H3 Sea King
- Aérospatiale SA 330 Puma
- Aérospatiale AS 332 Cougar
- Eurocopter AS 565 Panther
- Sikorsky UH-60 Black Hawk
- Boeing CH-47 Chinook
- NHIndustries NH90
- Sikorsky CH-53K
- Sikorsky CH-53

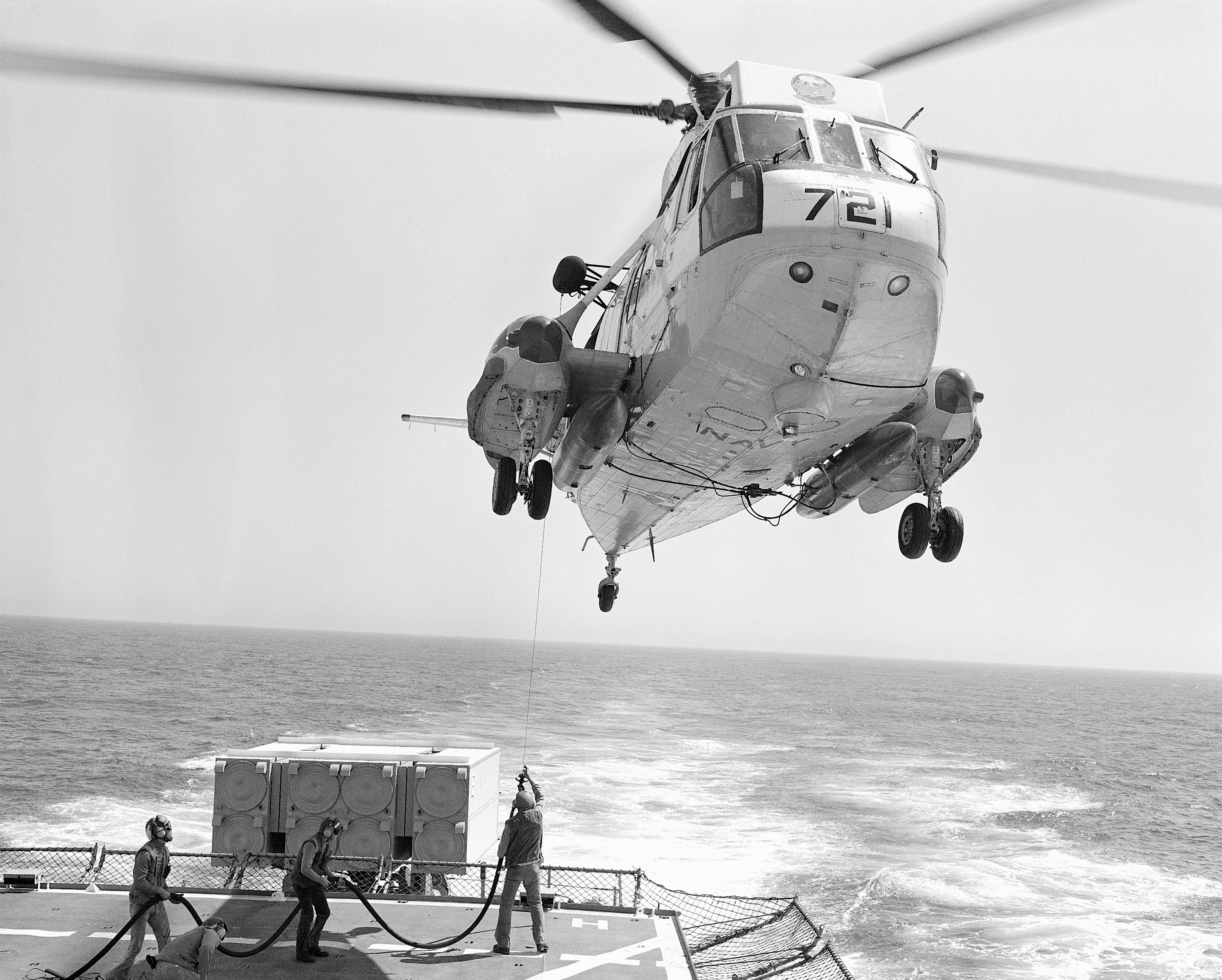
SH-3G Sikorsky S-61
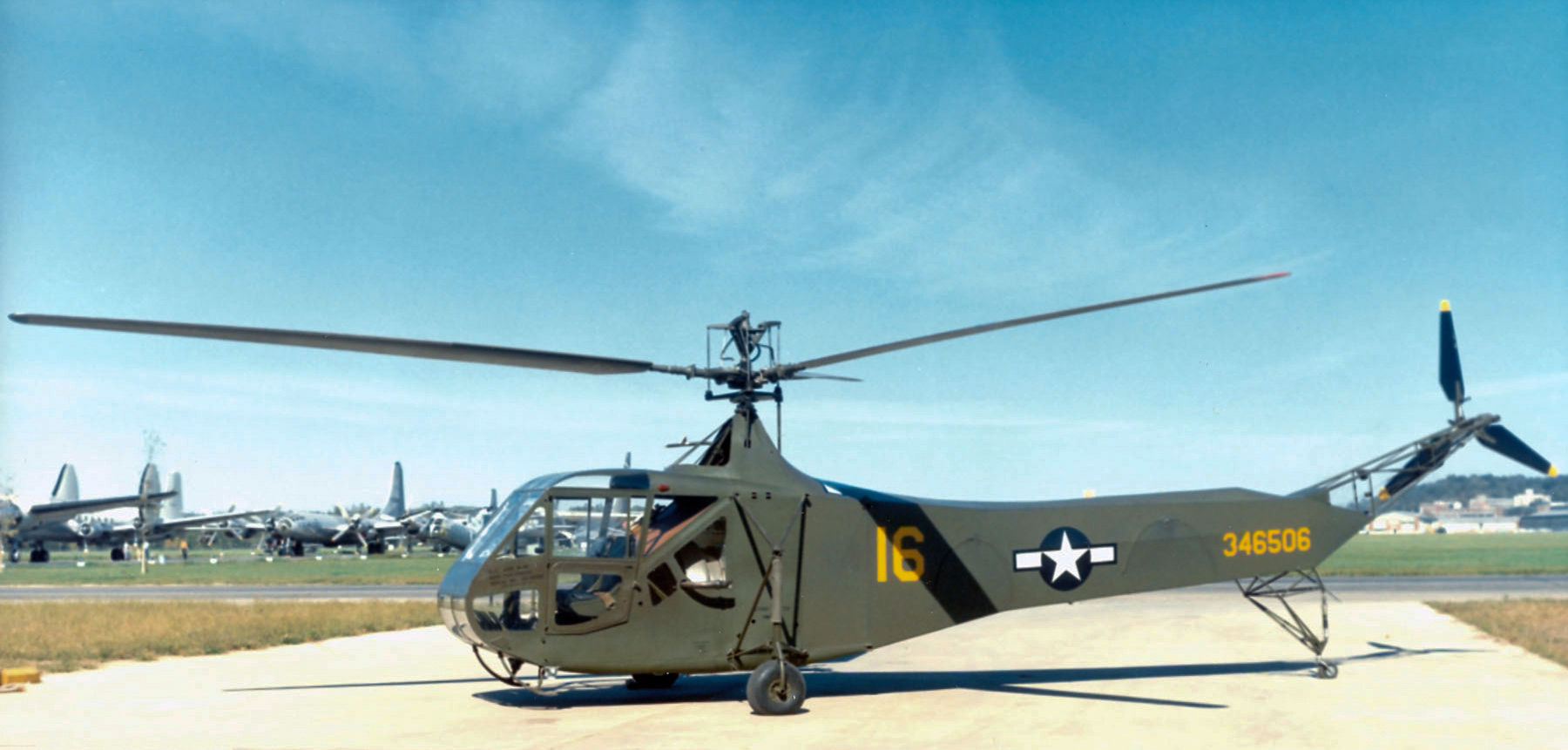
Sikorsky R-4 von 1944
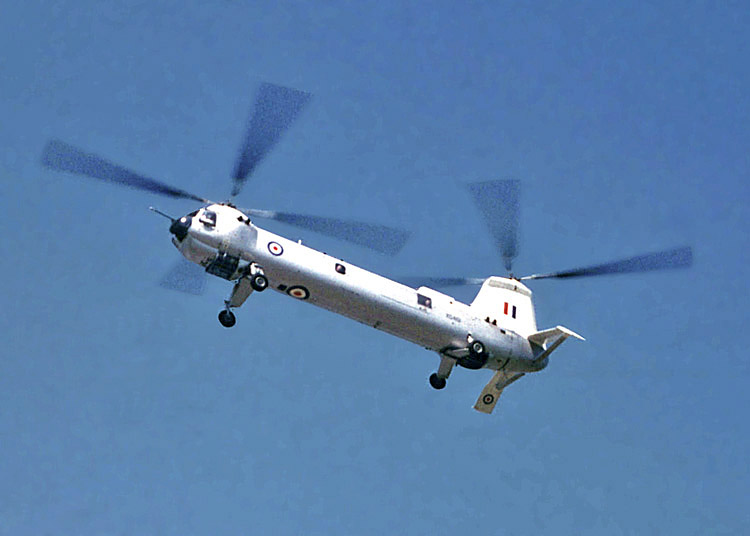
Bristol 192 mit zwei Hauptrotoren von 1961
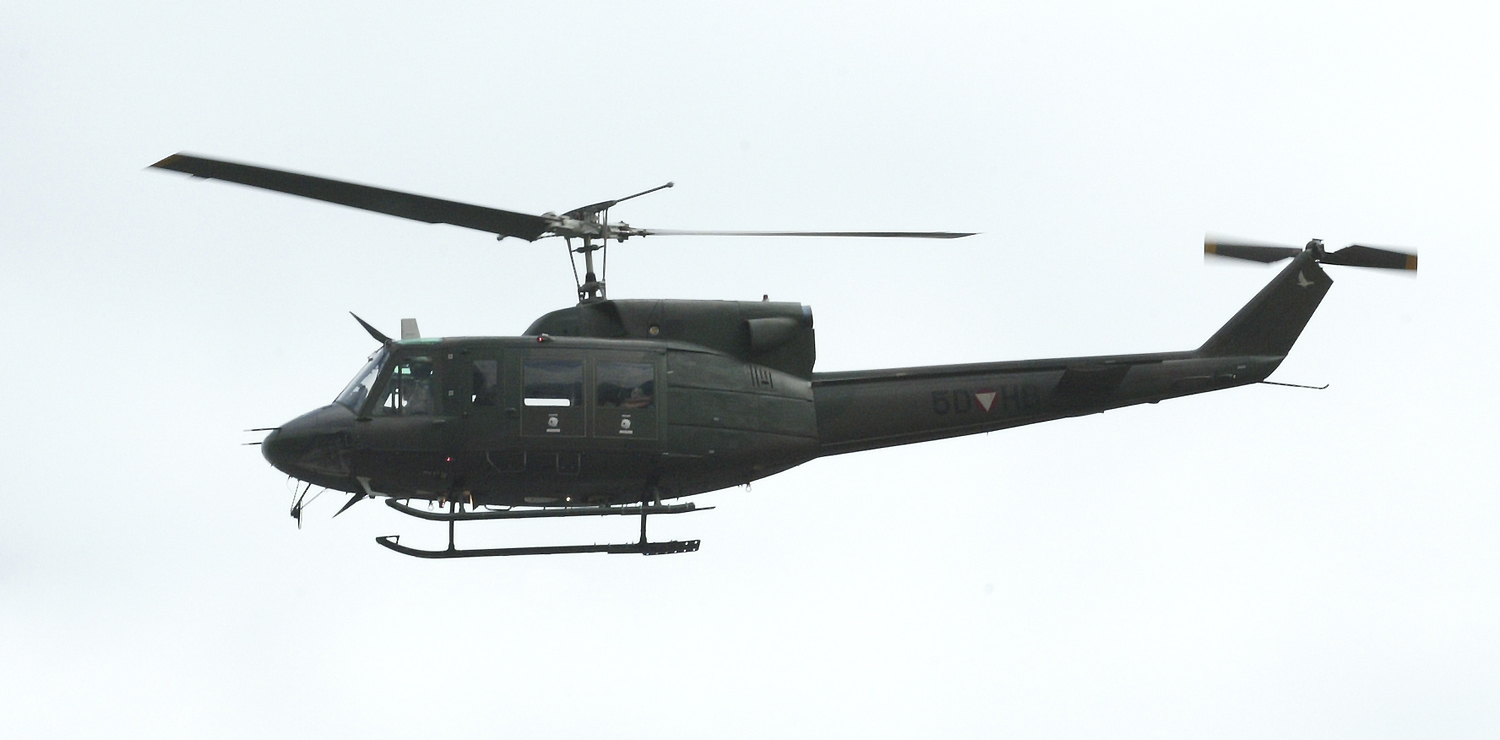
Bell 212
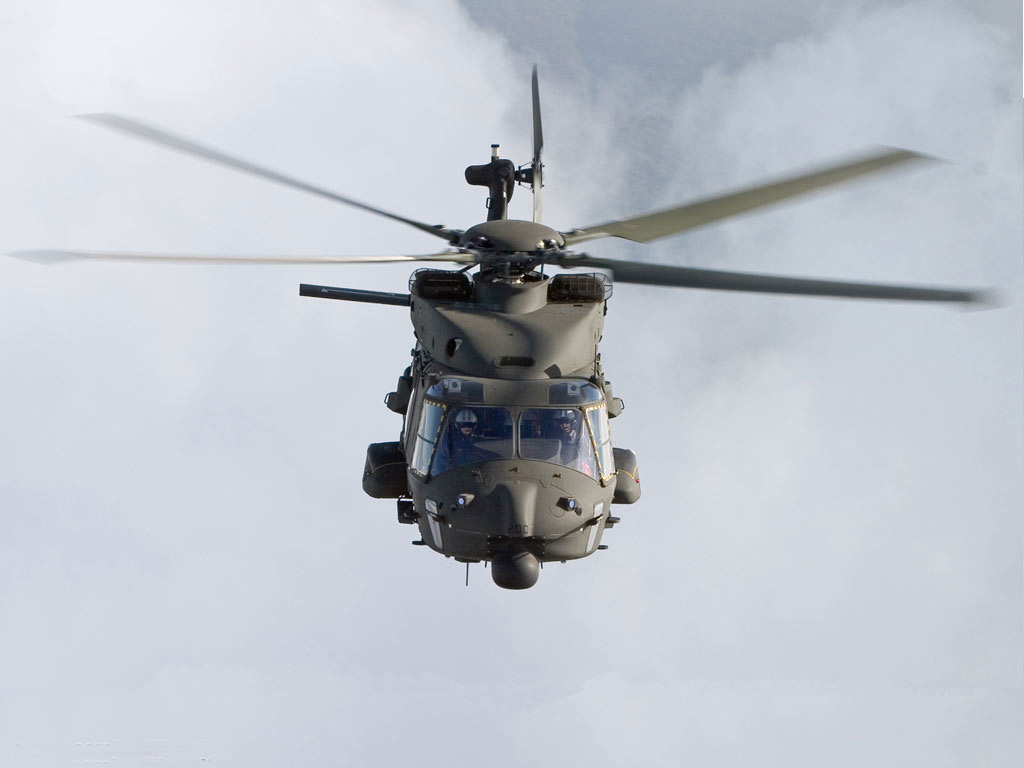
NH90
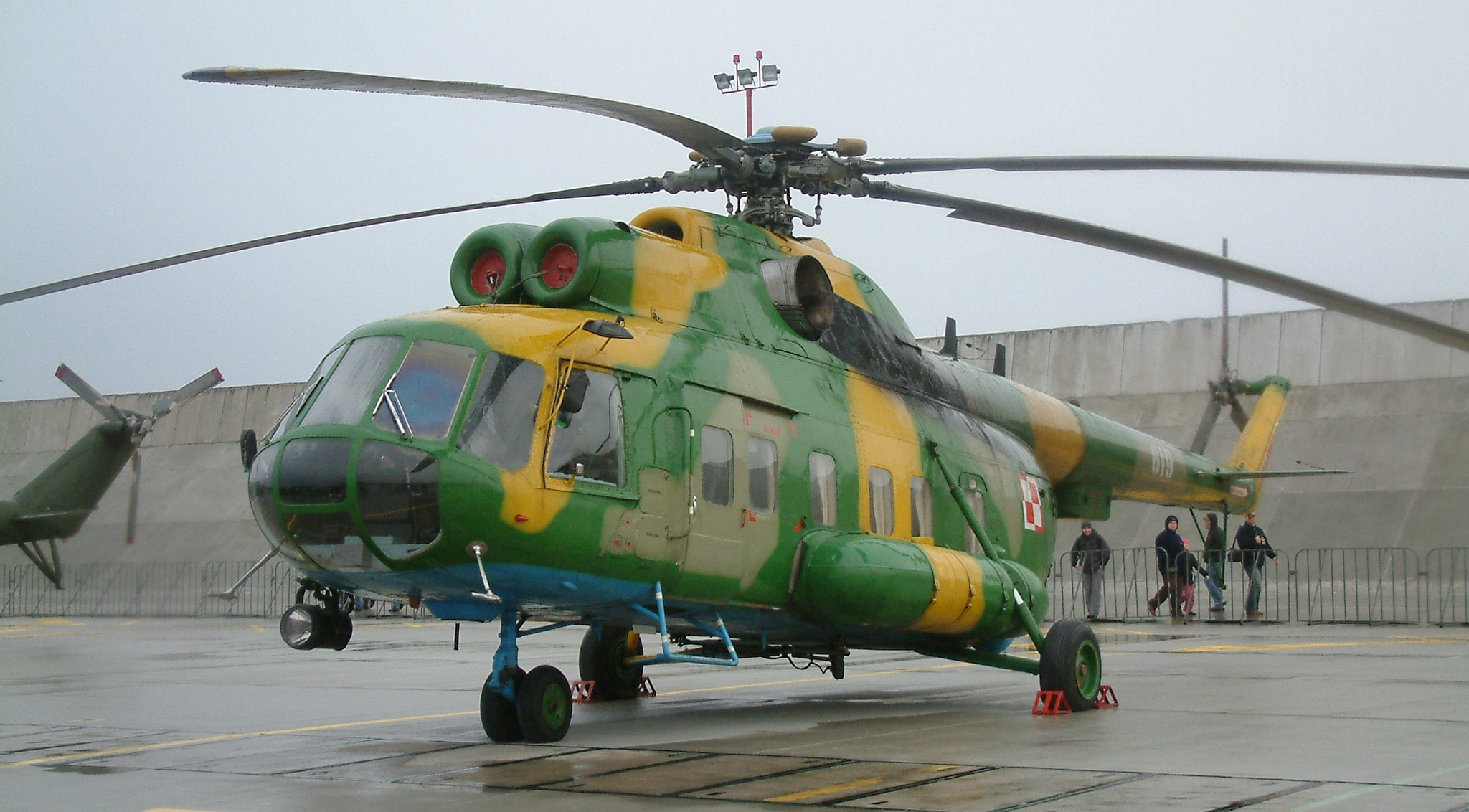
Mil Mi-8S
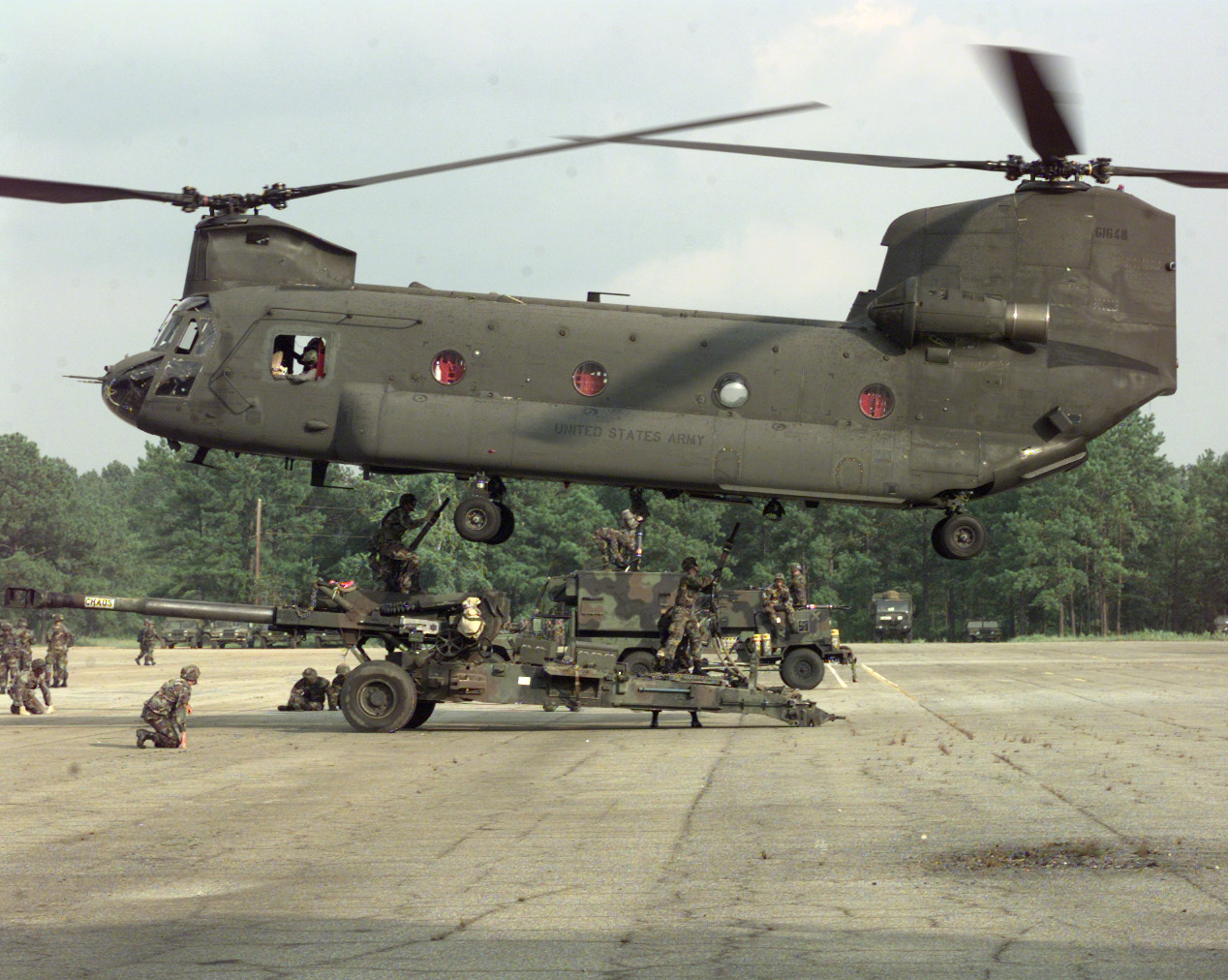
Boeing-Vertol CH-47 Chinook

## Einsatzgeschichte

### Zweiter Weltkrieg

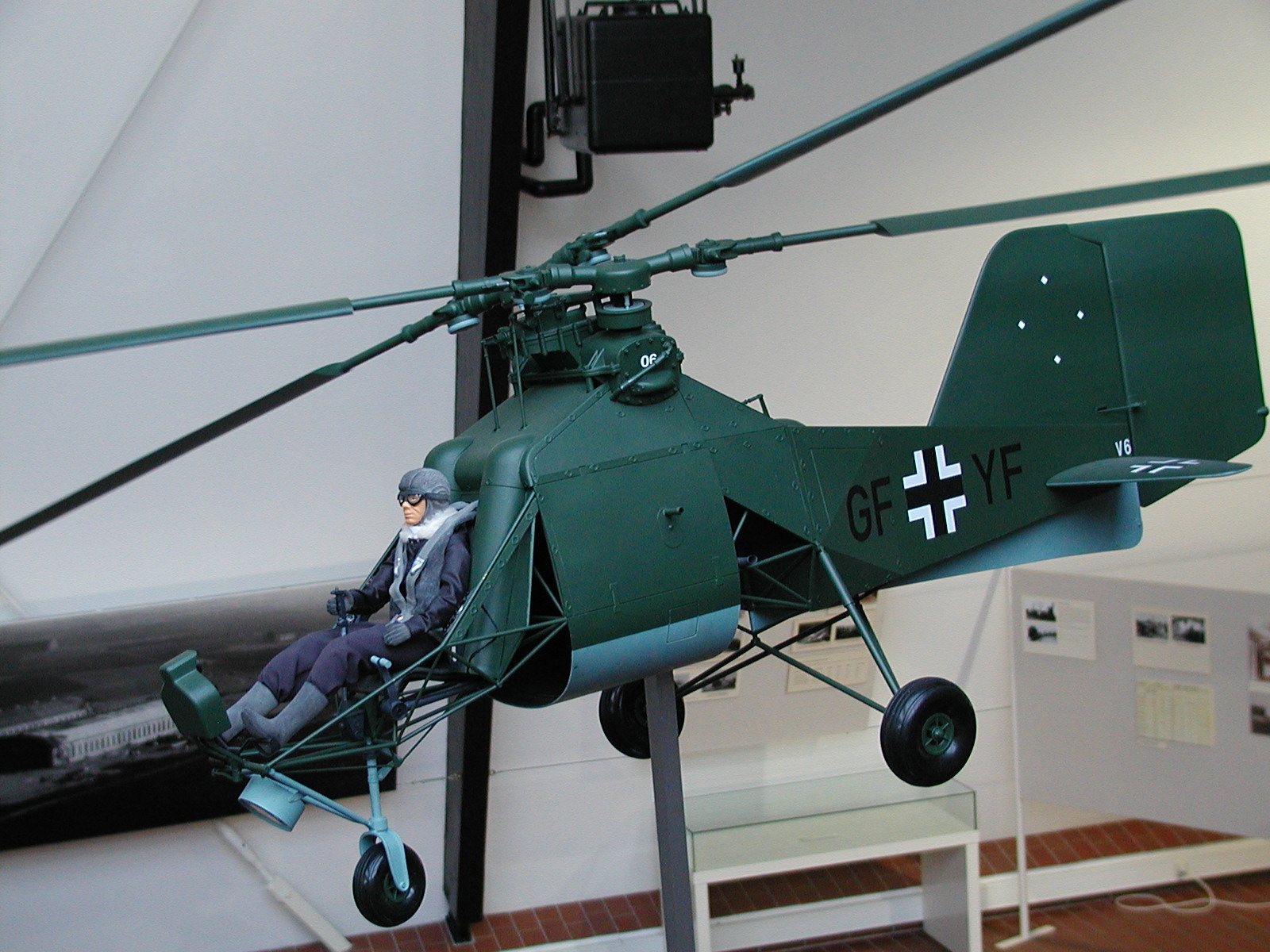
Modell eines „Kolibris“

Im Zweiten Weltkrieg wurden erstmals Militärhubschrauber eingesetzt. In Deutschland konstruierten die beiden Entwickler Henrich Focke und Gerd Achgelis damals einen funktionsfähigen Hubschrauber mit 700 kg Traglast. Sie bekamen einen Auftrag über 100 Stück, von denen bis Kriegsende 20 fertiggestellt waren und knapp 10 flogen.
Deutlich besser funktionierte die Entwicklung von Anton Flettner. Er entwickelte einen Hubschrauber mit zwei nebeneinander liegenden Rotoren, die ineinander kämmten – den Flettner-Doppelrotor. Aus diesem Prinzip entstanden die Typen Fl 265 und 282, ein „Kolibri“ genannter Aufklärungshubschrauber, der ebenfalls nur in geringem Stückzahl hergestellt und eingesetzt wurde. Das Bauprinzip wurde von Flettner nach dem Krieg weiter verfolgt.
Hubschrauber der deutschen Luftwaffe im Zweiten Weltkrieg waren:
- Flettner Fl 184
- Flettner Fl 282 Kolibri
- Focke-Achgelis FA 223 Drache
- Focke-Wulf Fw 61

Auf amerikanischer Seite erschien erstmals 1944 ein Hubschrauber im Kampfeinsatz, der Sikorsky R-4.

### Vietnamkrieg

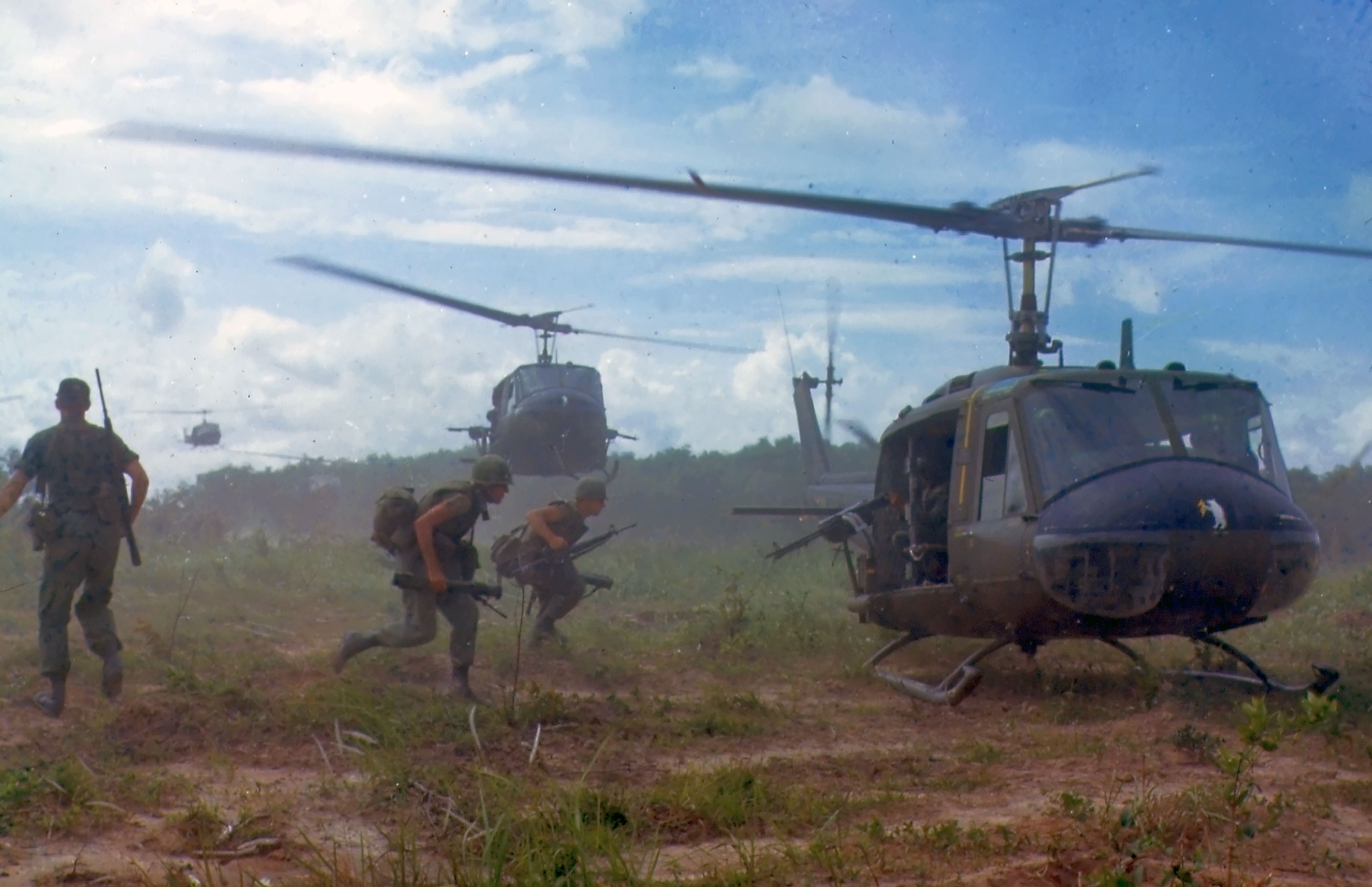
Hubschraubereinsatz in Vietnam 1966.

Im Vietnamkrieg von 1965 bis 1975 entwickelten sich Militärhubschrauber erstmals zu einem grundlegenden Element der Kriegstaktik. Sie wurden auf amerikanischer Seite zur Unterstützung der Bodenstreitkräfte eingesetzt, da nur so Soldaten in den unübersichtlichen Dschungelgebieten oder hinter den feindlichen Linien abgesetzt und aufgenommen werden konnten.
Die wesentlichen Muster im Vietnamkrieg waren:
- Bell UH-1
- Boeing-Vertol CH-47 Chinook
- Bell AH-1 Cobra

### Afghanistankrieg

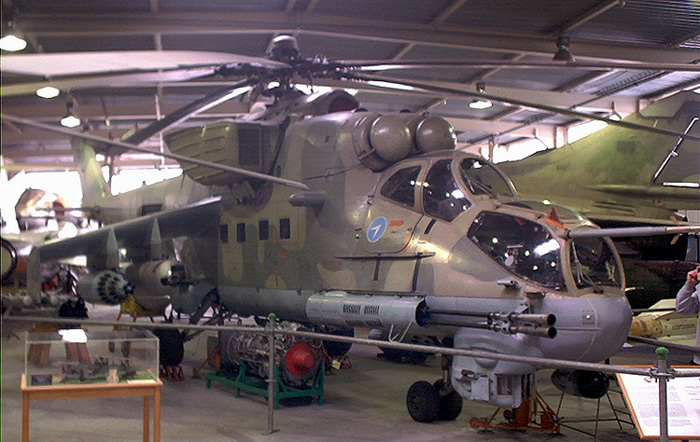
Mil Mi-24 der NVA

Im Afghanistankrieg zwischen 1979 und 1989 wurden auf sowjetischer Seite Hubschrauber zum Truppentransport, zur Versorgung von Außenposten und zur Bekämpfung der Mudschahedin im unwegsamen Gelände eingesetzt. Dafür wurden hauptsächlich Mi-8-Mehrzweckhubschrauber und für Gefechtsaufgaben später vor allem Kampfhubschrauber des Typs Mi-24 verwendet.
Ab 1985 lieferten die USA den Aufständischen gezielt Stinger-Luftabwehrraketen, die auf sowjetischer Seite erhebliche Probleme verursachten – bis zum Abzug wurden insgesamt 333 Verluste an Hubschraubern gezählt.

### Golfkriege und Irakkrieg
Im Ersten und Zweiten Golfkrieg sowie im Irakkrieg wurden ebenfalls von den Konfliktparteien Militärhubschrauber eingesetzt, im zweiten verloren die US-Streitkräfte 15 Hubschrauber, im Irakkrieg bis ins Jahr 2006 mindestens 33. Die meisten gingen aber ohne Fremdeinwirkung verloren, da man hier durch Sandstürme Probleme mit dem Antrieb hatte.
Auf amerikanischer Seite wurden vor allem Sikorsky UH-60 (Transporthubschrauber) sowie Hughes AH-64 (Kampfhubschrauber) eingesetzt, bei dem United States Marine Corps auch Bell AH-1, daneben auch ältere Bell UH-1.
Der Beschuss aus der Deckung der Städte durch schwere Maschinengewehre und schultergestützte Boden-Luft-Raketen vom Typ 9K32 Strela-2 und verwandter Modelle setzt den Hubschraubern hier verstärkt zu; Anfang 2007 wurde berichtet, es sei eine gezielte Taktik irakischer Kämpfer, erst die Hubschrauber abzuschießen, um dann die Rettungskräfte anzugreifen.

## Hersteller
Namhafte Hersteller sind die europäische Airbus Helicopters (ehemals Eurocopter), die US-amerikanischen Bell und Sikorsky sowie die russischen Mil und Kamow.

## In den Medien
Militärhubschrauber spielen weiterhin in einer Reihe von (Flugsimulations-)Computerspielen eine zentrale Rolle, so beispielsweise in der Comanche-Serie.